# سیفرسدورف-هوهنوفن
سیفرسدورف-هوهنوفن (به آلمانی: Sieversdorf-Hohenofen) یک شهر در آلمان است که در اوست‌پریگنیتس-روپین واقع شده‌است. سیفرسدورف-هوهنوفن ۸۴۳ نفر جمعیت دارد.